# Svarttjärnen (Lits socken, Jämtland, 702166-146426)
Svarttjärnen är en sjö i Östersunds kommun i Jämtland och ingår i Indalsälvens huvudavrinningsområde.